# 霊丘公園体育館駅
霊丘公園体育館駅（れいきゅうこうえんたいいくかんえき）は、長崎県島原市弁天町2丁目にある島原鉄道島原鉄道線の駅である。

## 歴史
- 1984年（昭和59年）11月12日：島鉄本社前駅（しまてつほんしゃまええき）として開業[1]。
- 2008年（平成20年）4月1日：駅無人化。
- 2019年（令和元年）10月1日：霊丘公園体育館駅に改称[2]。

## 駅構造
単式ホーム1面1線を有する地上駅で、ホーム上に駅舎が設けられている。無人駅であるが、島原港駅以南の南目線廃止までは有人駅だった。当駅には自動券売機は設置されていない。

## 利用状況
2018年度の年間乗車人員は16,054人、降車人員は17,666人であった。
近年の年間乗車人員、降車人員の推移は以下の通り。
| 年度               | 年間 乗車人員 | 年間 降車人員 |
| ------------------ | ------------- | ------------- |
| 2000年（平成12年） | 47,954        | 41,247        |
| 2001年（平成13年） | 45,495        | 39,856        |
| 2002年（平成14年） | 42,610        | 39,397        |
| 2003年（平成15年） | 44,311        | 38,996        |
| 2004年（平成16年） | 39,920        | 36,265        |
| 2005年（平成17年） | 42,174        | 37,446        |
| 2006年（平成18年） | 39,743        | 35,135        |
| 2007年（平成19年） | 37,073        | 33,386        |
| 2008年（平成20年） | 16,754        | 18,871        |
| 2009年（平成21年） | 16,136        | 16,704        |
| 2010年（平成22年） | 19,018        | 18,799        |
| 2011年（平成23年） | 21,308        | 20,947        |
| 2012年（平成24年） | 20,869        | 20,476        |
| 2013年（平成25年） | 21,295        | 20,414        |
| 2014年（平成26年） | 20,276        | 19,978        |
| 2015年（平成27年） | 21,639        | 20,704        |
| 2016年（平成28年） | 18,762        | 20,030        |
| 2017年（平成29年） | 16,609        | 18,023        |
| 2018年（平成30年） | 16,054        | 17,666        |

## 駅周辺

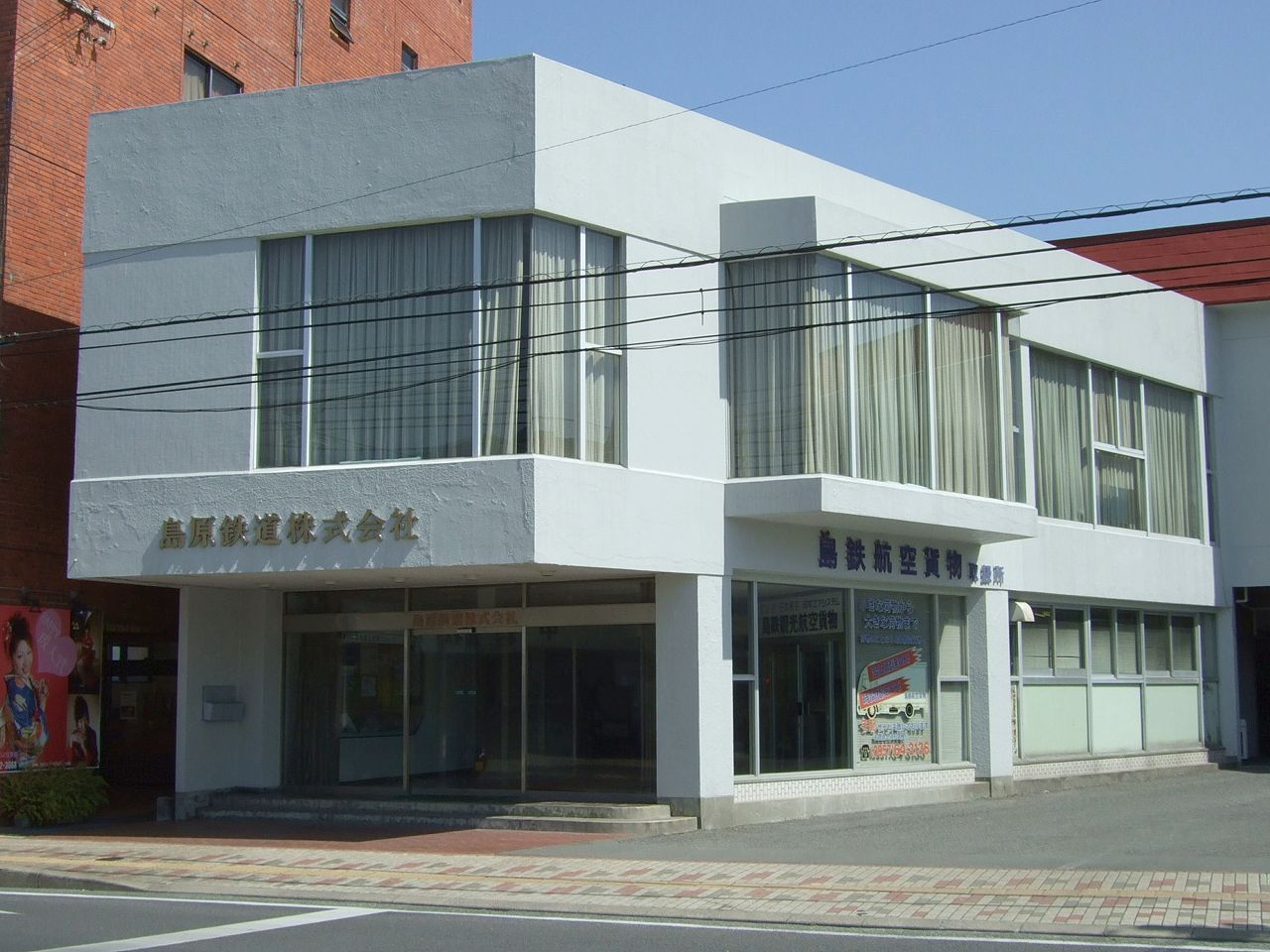
島原鉄道旧本社（現在は解体済）

周辺は住宅が多く、商店等も多数ある。かつては駅北側に島原鉄道の本社が所在していたが、再開発に伴い2020年7月に島原市下川尻町へ移転した。
- 島原税務署
- 島原幼稚園
- 島原郵便局
- 霊丘神社
- 霊丘公園
  - 島原市立有馬武道館
  - 島原市霊丘公園体育館・弓道場
  - C12形蒸気機関車が静態保存されている。
- イオン島原店

## 隣の駅
島原鉄道
■島原鉄道線
島原駅 - 霊丘公園体育館駅 - 島原船津駅